# Теле2 Арена
«Теле2 Арена» (швед. Tele2 Arena) — багатофункціональний стадіон у місті Стокгольм, Швеція, домашня арена футбольних клубів «Гаммарбю» та «Юргорден». 
Проект стадіону розроблено у 2008 році під назвою «Стокгольм Арена». У  2012 році укладено спонсорський контракт із телекомунікаційною компанією «Tele2», в результаті чого арену перейменовано на «Теле2 Арена». Споруда побудована протягом 2010—2013 років та відкрита 20 липня 2013 року. Арена обладнана висувним дахом та призначена для проведення різноманітних заходів, у тому числі футбольних та хокейних матчів, змагань із баскетболу, софтболу, концертів, виставок, корпоративних заходів. Також використовується як іподром та трек для спідвею. Стадіон відповідає всім вимогам УЄФА та ФІФА і може приймати футбольні матчі всіх рівнів, оскільки має всю необхідну сучасну інфраструктуру, зокрема систему клімат-контролю.
Стадіон входить до архітектурного ансамблю «Шведська Сонячна система», яка є найбільшою у світі мініатюрною моделлю Сонячної системи, і розташований поруч із «Еріксон Глоб», що символізує Сонце. Співвласником арени є компанія «SGA Fastigheter», яка також володіє рядом споруд «Сонячної системи», у тому числі і «Еріксон Глоб».
Потужність арени варіюється між 45 000 глядачів під час концертів та 33 000 під час спортивних змагань. Під час міжнародних футбольних матчів потужність стадіону складає 31 756 глядачів.
Арена є місцем проведення матчів спортивних чемпіонатів та концертів зірок національного, регіонального та світового рівнів.